# Tereza Marinova
Tereza Marinova (Pleven, Bulgaria, 5 de septiembre de 1977) es una atleta búlgara, especialista en la prueba de triple salto, en la que ha logrado ser campeona olímpica en 2000.

## Carrera deportiva
En los JJ. OO. de Sídney 2000 ganó la medalla de oro en triple salto, quedando por delante de la rusa Tatyana Lebedeva y la ucraniana Olena Hovorova. 
Al año siguiente, en el Mundial de Edmonton 2001 ganó la medalla de bronce en la misma prueba, con un salto de 14.58 metros, por detrás de la rusa Tatyana Lebedeva (oro con 15.25 m) y la camerunesa Françoise Mbango-Etone (plata con 14.60 m).